# Acacia acoma
Acacia acoma, jedna od preko 1.300 vrsta akacija, porodica Fabaceae, razred Magnoliopsida. Raste na jugozapadu države Zapadna Australija, gdje je domorodna, u regijama Avon Wheatbelt, Coolgardie, Mallee.; višegodišnji grm.
Naraste o 0.5-3m visine. Od kolovoza do rujna cvate žutim cvijetom. 

## Sinonimi
- Racosperma acomum (Maslin) Pedley in Austrobaileya 6: 447 (2003)